# Slapstick (of Another Kind)
 (juin 2024).
Si vous disposez d'ouvrages ou d'articles de référence ou si vous connaissez des sites web de qualité traitant du thème abordé ici, merci de compléter l'article en donnant les références utiles à sa vérifiabilité et en les liant à la section « Notes et références ».
Pour plus de détails, voir Fiche technique et Distribution.
Slapstick (of Another Kind), ou Le Fou de l'espace (Slapstick of Another Kind) est un film américain de Steven Paul sorti en 1982.

## Fiche technique
- Titre original : Slapstick of Another Kind
- Titre français : Slapstick (of Another Kind)
- Réalisation : Steven Paul
- Scénario : Steven Paul, d'après le roman Slapstick de Kurt Vonnegut
- Direction artistique : Joel Schiller
- Décors : Albert Heintzelman
- Costumes : Darryl Levine
- Photographie : Anthony B. Richmond
- Montage : Doug Jackson
- Musique : Michel Legrand (version originale) ; Morton Stevens (version longue)
- Production : Steven Paul, Hank Paul, Larry Sugar, Dan Murphy
- Sociétés de production : N/A
- Société de distribution : The S. Paul Company / Serendipity Entertainment Releasing Corporation
- Pays de production :  États-Unis
- Langue : anglais
- Format : couleur (Metrocolor) - 35 mm (Ultracam) - 1,85:1 - son mono
- Genre : Comédie de science-fiction
- Durée : 82 minutes (version originale) ; 84 minutes (version longue)
- Dates de sortie : 
  - France : 1982[réf. nécessaire]
  - États-Unis : mars 1984

## Distribution
- Jerry Lewis : Wilbur Swain / Caleb Swain
- Madeline Kahn : Eliza Swain / Letetia Swain
- Marty Feldman : Sylvester
- John Abbott : Dr Frankenstein
- Jim Backus : le président des États-Unis
- Samuel Fuller : le colonel Sharp
- Merv Griffin : Anchorman
- Pat Morita : Ah Fong, l'embrassadeur chinois
- Orson Welles : la voix du castor

## Distinctions

### Nominations
- Razzie Awards 1985 : Pire acteur pour Jerry Lewis